# Leuctra andalusiaca
Leuctra andalusiaca är en bäcksländeart som beskrevs av Aubert 1962. Leuctra andalusiaca ingår i släktet Leuctra och familjen smalbäcksländor. Inga underarter finns listade i Catalogue of Life.